# الی گولدینگ
النا جین گولدینگ (انگلیسی: Elena Jane Goulding؛ زادهٔ ۳۰ دسامبر ۱۹۸۶) خواننده و ترانه‌نویس انگلیسی است. او فعالیتش را در سال ۲۰۰۹ با انتشار آلبومی چندآهنگه تحت عنوان مقدمه‌ای بر الی گولدینگ آغاز کرد. در سال ۲۰۱۰، گولدینگ دومین هنرمندی شد که در نظرسنجی سالانه صدای بی‌بی‌سی به برتری رسید و در همان سال جایزه انتخاب منتقدان را در جوایز بریت دریافت کرد. نخستین آلبوم استودیویی او، چراغ‌ها (۲۰۱۰)، به صدر جدول آلبوم‌های بریتانیا رسید. دومین آلبوم او، هالسیون، در سال ۲۰۱۲ منتشر شد و در رتبه دوم جدول آلبوم‌های بریتانیا قرار گرفت و پس از ۶۵ هفته به صدر جدول رسید. او آلبوم دلیریوم (۲۰۱۵) و سپس «توی ذهنم» را به‌عنوان تک‌آهنگ آغازین آن منتشر کرد. گولدینگ برای ترانهٔ «واقعاً عاشقم باش» نامزد دریافت جایزه گرمی بهترین اجرای پاپ تک‌نفره شد.

## زندگی شخصی
گولدینگ دونده است و هر روز شش مایل می‌دود و در سال ۲۰۱۰ اعلام کرد برنامه دارد در دوی ماراتون شرکت کند. برای حمایت آلبوم دوم خود، گروه کوچکی از هوادارانش را از طریق فیس بوک دعوت کرد تا در تور بریتانیا همراه او بدوند و اعلام کرد که این کار را در سراسر اروپا و آمریکا هم خواهد کرد. گولدینگ در افتتاحیه ماراتون زنان نایک در واشینگتن، در ۲۸ آوریل ۲۰۱۳ با زمان ۱:۴۱:۳۵ دوید.
گولدینگ دوست نزدیک خواننده آمریکایی، لیسی می‌باشد. این دو در سال ۲۰۱۰ باهم توری در بریتانیا داشتند. او هم چنین با لرد وتیلور سویفت وکیتی پری دوست است.
فرزندان
او در ۳ می ۲۰۲۱ صاحب پسری به نام آرتور شد.

## فعالیت حرفه‌ای

### سال ۲۰۱۷
الی گولدینگ در ۲۸ آوریل سال ۲۰۱۷ با کیگو در دومین تک‌آهنگِ آلبومِ استدیوییِ او همکاری کرد. این قطعه «اولین بار» نام دارد.

## دیسکوگرافی
- چراغ‌ها (۲۰۱۰)
- هالسیون (۲۰۱۲)
- دلیریوم (۲۰۱۵)
- درخشان‌ترین آبی (۲۰۲۰)
- بالاتر از بهشت (۲۰۲۳)